# Súng trường XM7
Súng trường tấn công XM7, trước kia được gọi là XM5, là một phiên bản của súng trường SIG MCX Spear dành riêng cho quân đội Mỹ, sử dụng đạn cỡ 6,8×51mm (.277 in), nạp đạn bằng khí nén, tiếp đạn bằng băng đạn. Súng được thiết kế bởi SIG Sauer theo Chương trình vũ khí bộ binh thế hệ mới vào năm 2022 nhằm thay thế súng trường M4 Carbine.

## Lịch sử
Tháng Một năm 2019, lục quân Mỹ United States Army bắt đầu chương trình vũ khí tương lai cho bộ binh, thay thế súng trường carbine M4 và súng máy hạng nhẹ M249. Tháng Chín năm 2019, nhà thầu SIG Sauer đưa ra bản thiết kế dự thầu. SIG Sauer MCX-SPEAR sử dụng đạn 6,8×51mm (.277 in) SIG Fury nhằm thích ứng với việc các loại giáp đang ngày một tốt hơn và khiến đạn 5.56×45mm NATO (sử dụng trong M4 và M249) và 7.62×51mm NATO không còn hiệu quả. Đạn đạo của đạn 6,8x51mm mới có độ hiệu quả lên mục tiêu tương tự như đạn 7,62x51mm NATO do chúng có áp suất buồng đạn, tốc độ và năng lượng lên mục tiêu cao hơn đạn 7.62×51 mm NATO.
Ngày 19 tháng Tư năm 2022, Lục quân Hoa Kỳ đã ký kết hợp đồng 10 năm cho SIG Sauer chế tạo đạn và súng XM7, cùng với đó là súng máy hạng nhẹ XM250 mới.
Lô đầu tiên gồm 25 khẩu XM7 dự kiến sẽ được bàn giao cuối năm 2023. Lục quân Mỹ có kế hoạch sản xuất tổng cộng 107.000 khẩu súng trường cho các đơn vị cận chiến như bộ binh, bộ binh cơ giới, công binh, trinh sát và lính cứu thương. Hợp đồng tính đến việc chế tạo vũ khí bổ sung cho lực lượng Hải quân đánh bộ và lực lượng đặc nhiệm trong trường hợp các đơn vị này cũng lựa chọn nó.

## Thiết kế

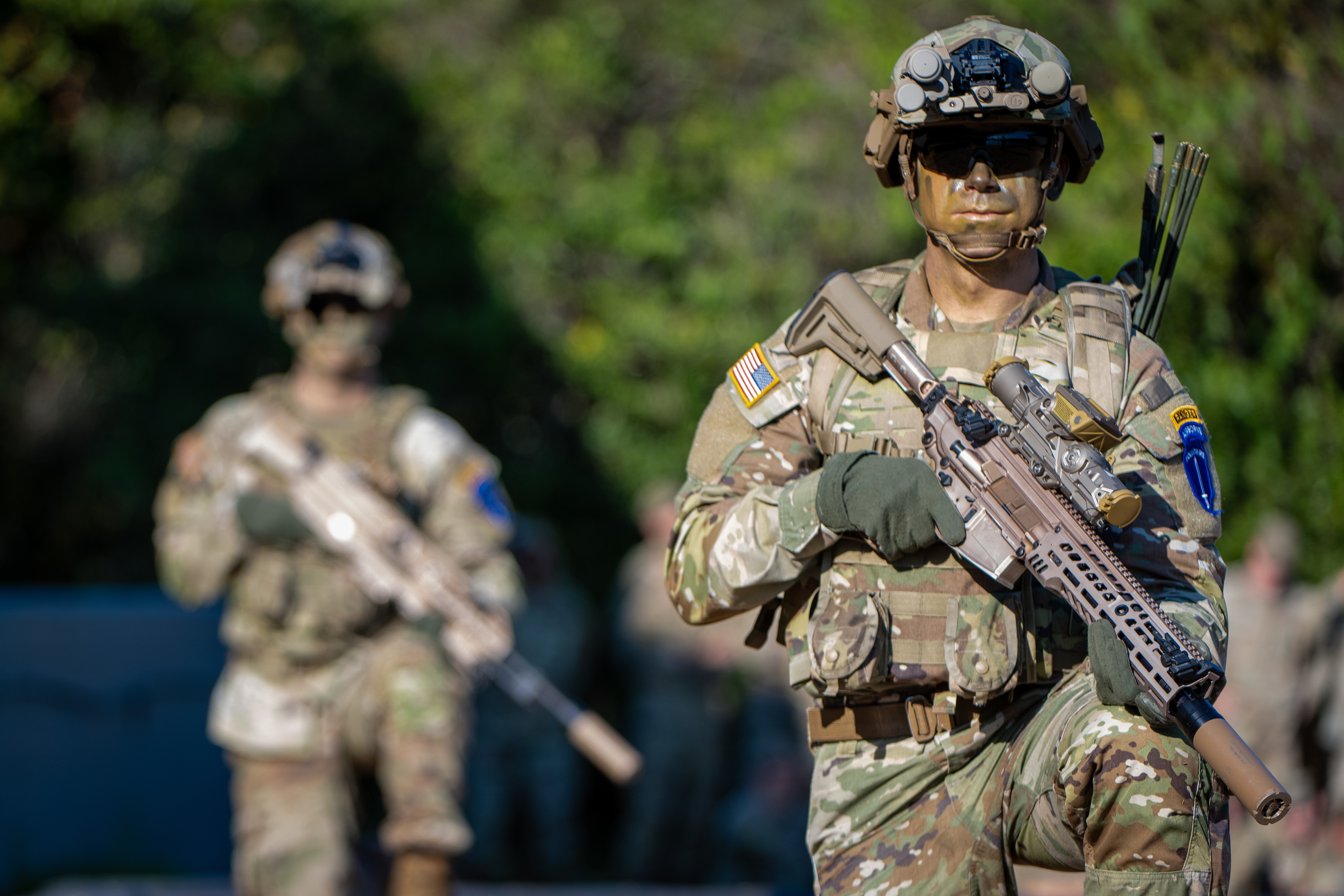
Binh sĩ thuộc Bộ chỉ huy huấn luyện Mỹ với súng trường XM7

Khẩu súng trường XM7 có trọng lượng 8,38 lb (3,80 kg), hay 9,84 lb (4,46 kg) với nòng giảm thanh. Súng sử dụng băng đạn SR-25 với 20 viên và có thể tăng lên 25 viên nếu cần. Đề xuất lượng đạn mỗi người lính mang theo sẽ là 140 viên chia làm bảy băng đạn 20 viên, với tọng lượng tổng cộng 9,8 lb (4,4 kg). So sánh với trọng lượng khẩu M4A1 6,34 lb (2,88 kg) không có giảm thanh với khả năng mang cơ bản 210 viên đạn trong bảy băng đạn 30 viên, có tổng trọng lượng là 7,4 lb (3,4 kg), súng XM7 sẽ nặng hơn 2 lb (0,91 kg) và mỗi người lính sẽ phải mang nặng hơn 4 lb (1,8 kg) trong khi số lượng đạn ít đi 70 viên.
Các thử nghiệm đánh giá với súng máy mới sẽ được tiến hành vào năm 2025.